# 바람의 언덕
- 경상남도 거제시 남부면에 있는 바람의 언덕은 거제 바람의 언덕 문서 참조.

"바람의 언덕"은 2020년에 개봉한 대한민국의 영화이다.

## 캐스팅
- 정은경 : 영분 역
- 장선 : 한희 역
- 김태희 : 용진 역
- 김준배 : 윤식 역
- 장해금 : 기차안 아이들 역
- 박소이 : 기차안 아이들 역
- 한서연 : 필라테스 수강생 역
- 문지혜 : 필라테스 수강생 역
- 윤경미 : 필라테스 수강생 역
- 임재영 : 필라테스 수강생 역
- 장은석 : 돼지갈비집 손님 역
- 정연태 : 돼지갈비집 손님 역
- 황정매 : 돼지갈비집 손님 역
- 이성규 : 돼지갈비집 손님 역
- 김경미 : 윤주머리방 사장 역

## 같이 보기
- 2020년 대한민국의 영화 목록

## 수상
- 2019년 제24회 부산국제영화제 후보 한국영화의 오늘 - 비전
- 2019년 제45회 서울독립영화제 후보 경쟁부문 - 장편
- 2020년 제8회 무주산골영화제 후보 상영작 - 판